# Auetal
Auetal – gmina samodzielna (niem. Einheitsgemeinde) w Niemczech w kraju związkowym Dolna Saksonia, w powiecie Schaumburg. Gmina liczy 6 317 mieszkańców (31.12.2008), a jej powierzchnia wynosi 62,15 km².

## Geografia
Gmina Auetal położona jest przy autostradzie A2, ok. 10 km na południe od miasta Stadthagen.

## Dzielnice
| - Altenhagen - Antendorf - Bernsen z Bernser Landwehr - Borstel - Escher - Hattendorf - Kathrinhagen - Klein Holtensen | - Poggenhagen - Raden - Rannenberg - Rehren - Rolfshagen - Schoholtensen - Westerwald - Wiersen |